# Зазари
Зазари (грч. Ζάζαρη; Зазерско језеро) је језеро у Грчкој.

## Карактеристике
Језеро се налази на територији општине Суровичево на надморској висини од 602 метара. Језеро је једно од најмањих у групи егејских језера. Његова површина је 1.845 km², максимална дужина - 2,075 km, максимална ширина - 1,425 km, максимална дубина - 3 метра, а просечна - 2.6 м. Језеро је повезано подземним каналима са суседним Рудничким језером (Химадитида).
Заједно са Рудничким језером формира заједнички екосистем у којем постоје 150 врста биљака, 7 врсти змија, 7 врста водоземаца, 8 врста риба, 12 врста сисара и 150 ретких врста птица које живе у језеру.
На обалама језера је смештено село Свети Тодор.